# Арна (митологија)
Арна (грч. Ἄρνη) је у грчкој митологији било име више личности.

## Митологија
1. Арна је била нимфа, кћерка или Еола, владара Еолије у Тесалији или Еола бога ветра и Кијане или је била Десмонтова кћерка.[1] Према неким изворима, њу је ождребила Теја, коју је силовао Еол. Посејдон је Теју претворио у кобилу како би прикрио злодело свог пријатеља. Рођена је као девојчица Меланипа, али јој је Посејдон дао ново име Арна и предао је Десмонту, који није имао деце и радо ју је усвојио.[2] Када је затруднела са Итоном или Посејдоном, отац ју је окривио и удао је за Метапонта, иако са њим није била у вези. Са Итоном или Посејдоном је имала сина Беота, а са овим богом можда и Еола,[1] који је добио име по деди. Према неким изворима, њих двојица су била близанци. Родила их је у тешким условима; отац, бесан што је остала у другом стању ју је ослепео и затворио у празан гроб, дајући јој тек толико хране и пића да је одржи у животу. Близанце је оставио дивљим зверима на гори Пелион. Након разних перипетија, Арном се оженио Метапонт, а Посејдон јој је повратио вид. Живели су срећно све док Метапонт није одлучио да се поново ожени и наравно, ослободи Арне. Синови су стали на мајчину страну и убили Аутолиту, Метапонтову супругу, а Арна се са Беотом склонила у Еолов двор. Еол је јужни део краљевине, којом је Беот завладао, назвао Арна. Тим именом су названа и два града у Тесалији.[2] Међутим, неки извори Арну називају и Антиопа.[3] О Арни су писали Диодор, Хигин и Паусанија.[1]
2. Арна је једно од могућих имена Есонове супруге.[2]
3. У Овидијевим „Метаморфозама“, име жене која је због златољубља издала своју домовину, па је претворена у чавку.[4]
4. Према Паусанији, када је Реа родила Посејдона, то је учинила међу стадом оваца, а свом мужу Крону је дала ждребе да га прождере, мислећи да прождире рођеног сина. Извор крај Мантинеје где се све то догодило је назван Арна, односно „јагњетов извор“. Према другим ауторима, Арна је била Посејдонова дадиља која није хтела Крону да открије да зна где је он када га је овај тражио. Због тога је град добио назив по њој.[5]

## Тумачење
Према Роберту Гревсу, мит о Арни и о томе како су је ослепили и затворили у гроб у коме је родила близанце настао је као објашњење познате иконе из које је проистекао и мит о Данаји, Антиопи и осталим свештеницама Мајке Земље. Наиме, на икони се види како Мајка Земља чучи изнад гроба (tholus), показујући
пастирима новогодишње близанце као откровење мистерија. Ови гробови имају улаз увек окренут ка истоку, у
знак наде у ново рођење. Овим пастирима дата су упутства да пронесу глас како су у планини нашли напуштену децу коју су храниле свете животиње; крава, крмача, коза, кучка и вучица. Ове дивље животиње, за које се сматра да су спасиле децу, представљају свака по једно годишње доба кроз која је ритуално пролазио поново рођени свети краљ.